# Station Sem
Station Sem is een station in Sem in de gemeente Tønsberg in Noorwegen. Het station ligt aan Vestfoldbanen. Het  stationsgebouw dateert uit 1881. In 2013 werd het door brand beschadigd. Sinds 1971 is het onbemand. Het is gesloten voor personenvervoer.